# Ámon (isten)

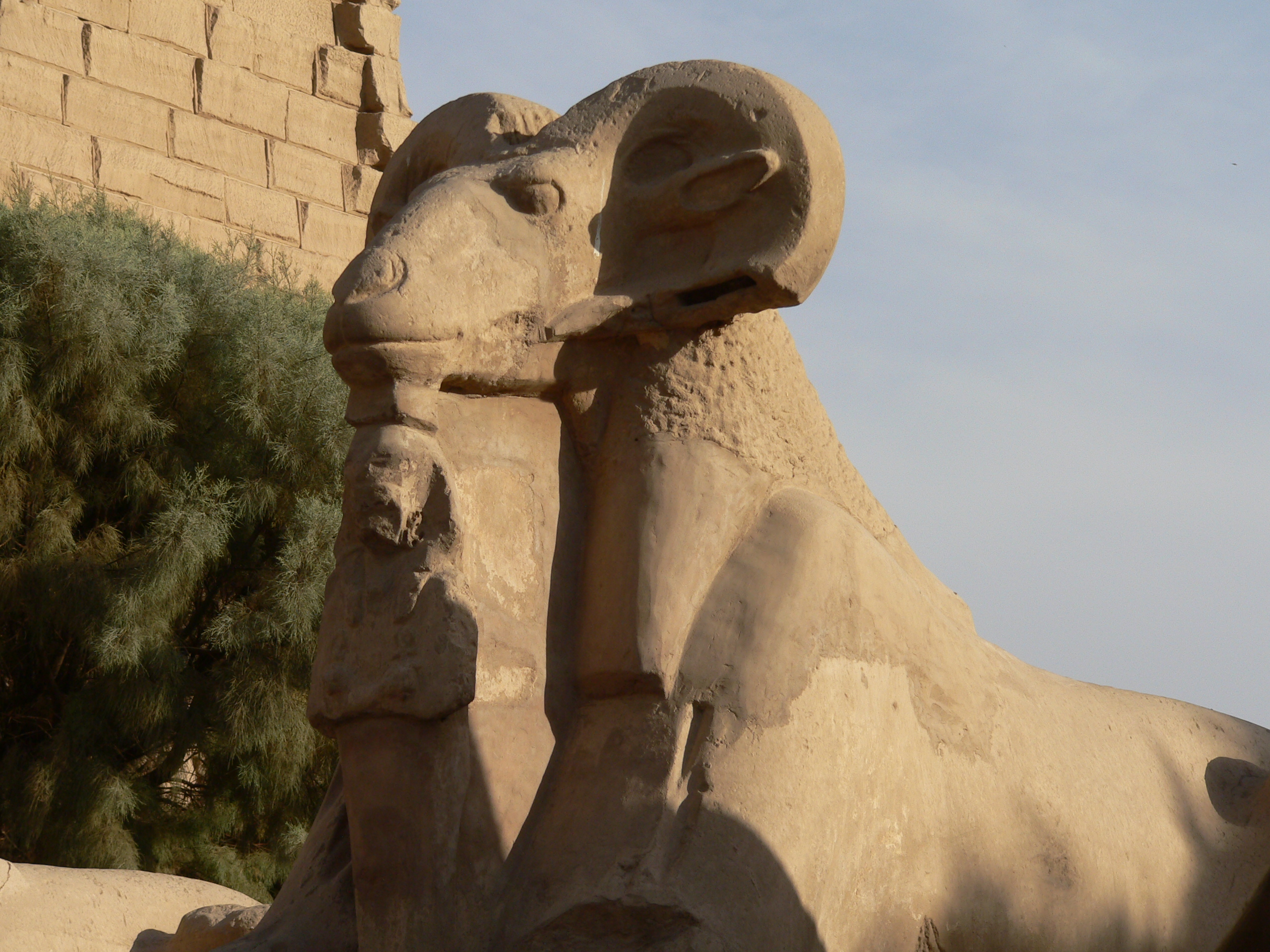
Ámon kosként való ábrázolása a karnaki templomban

Ámon (más elnevezések: Ámun, Ámen, Imen, Ammon, Amon, Hammon) egyike volt a legrégibb isteneknek az ókori Egyiptomban. Már az Óbirodalom, az V. dinasztia korától kezdve előfordult a piramisszövegekben. Nevének eredeti jelentése „Az elrejtett” vagy „Aki rejtve van” volt, de hívták „Egyetlen”-nek is. Leggyakrabban emberként kettős tollkoronával, illetve kos formájában ábrázolták. A kos a teremtő erőt jelképezi, ami utal az istenség ősiségére, a teremtés aktusában való részvételére. Kultusza Thébában virágzott, a XVIII. dinasztia idejére pedig főistenné vált egész Egyiptomban. A karnaki templom ekkor lett Ámon és az egyiptomi vallás központjává is. A templom bejáratánál Ámon kosfejű szfinxek sokaságának formájában látható. Nagyon sokáig tartó kultuszát végül Ízisz és Ozirisz törte meg. Évenként, a Nílus áradásának második hónapjában tartották fényes külsőségek között az Opet ünnepet Ámon tiszteletére. Núbiában számos alakban tisztelték, legfontosabb kultuszközpontjai Kermában, Kawában, Napatában és Naqában voltak.

## A levegő istene
Eredetileg a levegő, így a szél istene volt az Ogdoádban, a hermopoliszi teremtésmítoszban, amely egyike a kozmoszt felépítő négy alapelvnek. Ekkor kékre festve ábrázolták, ami utalt az ég, azaz a levegő színére. Mint a többi alapelv, Ámon is kettősként, azaz férfiként és nőként is megjelent. Női formája Amaunet (más neveken Amonet vagy Amunet).

## A teremtő

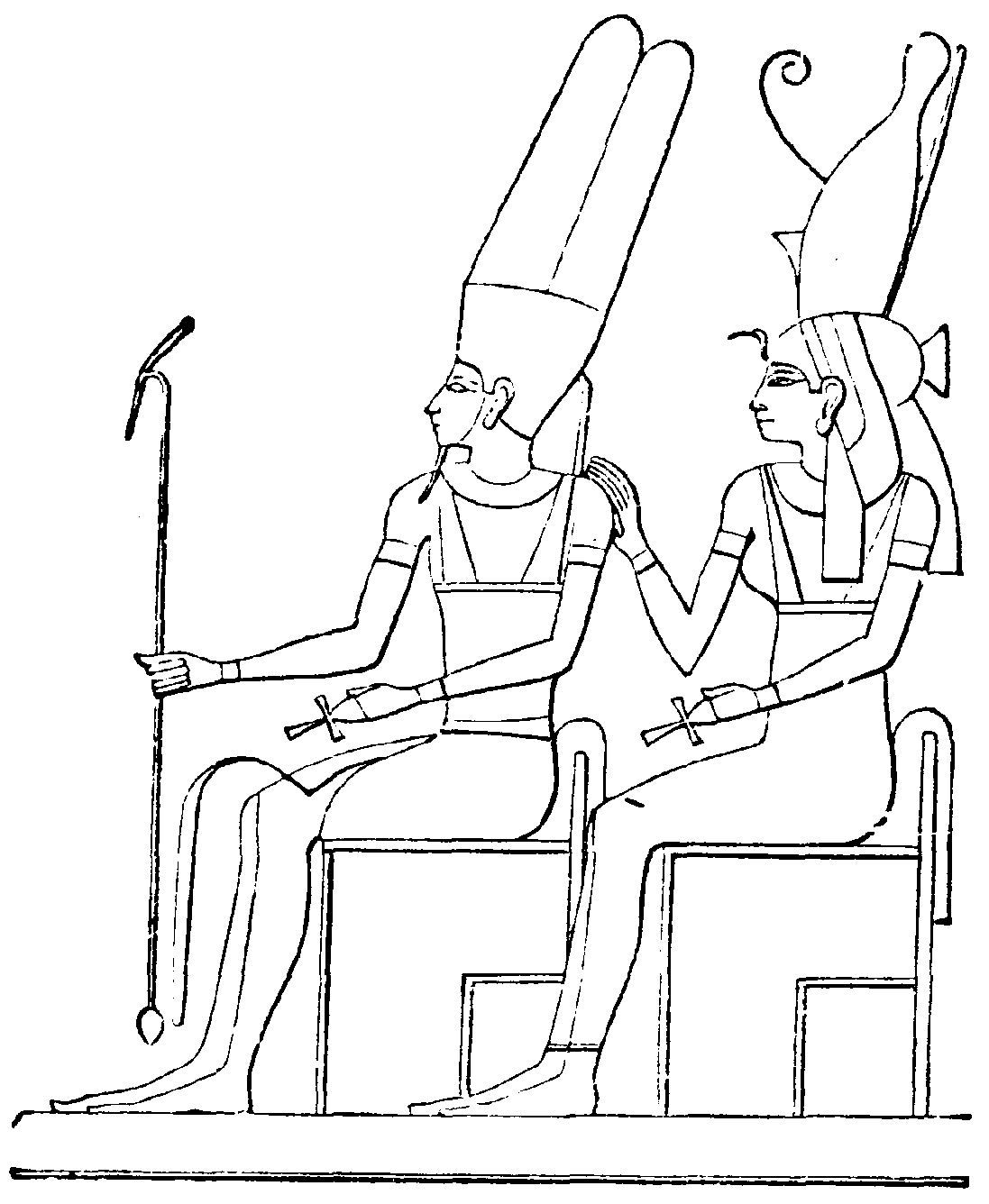
Ámon és Mut

Egyiptom első átmeneti korában Ámon már mint teremtő, az istenek atyja jelent meg. Női része különvált tőle és feleségeként szerepelt, akit ekkor Mut-nak hívtak. Ámon és Mut egyesül minden évben, ezt az ünnepet hívják Opet-ünnepnek. Ámon és Mut fia Honszu vagy más néven Khonsu, a holdisten. Leginkább emberként ábrázolták, elválaszthatatlan jele az ankh, a füles kereszt volt.

## Napisten
Ámon kultuszának előretörésével összeolvadt az addig különálló Ré napistennel és Hórusz égistennel, elnevezése ekkor Ámon-Ré lett. Kultusza és így papságának ereje ekkor hágott a tetőfokára, az egész birodalomban igen nagy népszerűségnek örvendett, olyannyira, hogy az Ámon-papság sokszor nagyobb hatalmat képviselt a fáraónál is. A XXI. dinasztiától kezdve a birodalmat érintő döntésekben őt kérdezték meg, azaz az istenség szobrát, az jelezte a kérdésben egyetértését vagy ellenvetését - természetesen kiválasztottain keresztül. Ehnaton fáraó ezt a hatalmat törte meg – igaz, csupán ideiglenesen – az új napisten, Aton kultuszának bevezetésével, akit Ámon-Ré helyére, sőt az összes többi isten helyére emelt. Utóda Tutanhamon azonban visszaállította az istenség és vele együtt a befolyásos papság tekintélyét is.

## Ámon fiai
Az újbirodalom fáraói Ámon fiainak tekintették magukat.